# Polystichum ningshenense
Polystichum ningshenense là một loài thực vật có mạch trong họ Dryopteridaceae. Loài này được Ching & Y.P. Hsu miêu tả khoa học đầu tiên năm 1974.